# Setanodosa
Genre
Setanodosa est un genre de collemboles de la famille des Brachystomellidae.

## Liste des espèces
Selon Checklist of the Collembola of the World (version du 25 novembre 2019) :
- Setanodosa afurcata (Womersley, 1933)
- Setanodosa capitata (Womersley, 1934)
- Setanodosa clavata (Schäffer, 1897)
- Setanodosa decemoculata (Cassagnau & Rapoport, 1962)
- Setanodosa fueguensis Najt, 1973
- Setanodosa granulata (Womersley, 1935)
- Setanodosa kanalua Christiansen & Bellinger, 1992
- Setanodosa longiseta
- Setanodosa occidentalis (Arlé, 1960)
- Setanodosa rosasi (Bonet, 1934)
- Setanodosa serrata Massoud, 1967
- Setanodosa steineni (Schäffer, 1891)
- Setanodosa tetrabrachta Salmon, 1942

## Publication originale
- Salmon, 1942 : New genera and species of New Zealand Collembola. Records of the Dominion Museum Wellington, vol. 1, no 1, p. 55-60.